# Corte suprema estatal (Estados Unidos)

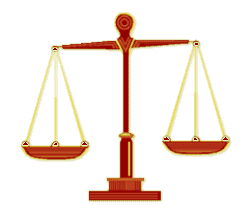
Balanza de la justicia.

En Estados Unidos, la corte suprema estatal (conocida por varios nombres en los diferentes estados) dentro de cada estado es la corte suprema del estado es la corte de mayor jerarquía, excepto en el de Nueva York, donde la de mayor jerarquía es la Corte de Apelaciones (la corte en que se juzgan los delitos graves es la Corte Suprema de Nueva York, pero esta no es la corte de más alta instancia). 
Generalmente, en la mayoría de los otros estados, la corte suprema está establecida exclusivamente para conocer apelaciones en casos legales. Es una corte de derecho y no de hecho y no hay procesos judiciales en ella. En aislados casos en los cuales la corte comete errores en el procedimiento judicial al establecer los hechos, la corte suprema estatal reenviará el caso a la corte inferior para que se realice un nuevo juicio. Esta naturaleza de las cortes supremas es la responsable de que tengan nombres diversos en los estados. 
La corte está compuesta por jueces seleccionados mediante los métodos señalados en la constitución de cada Estado.